# Wimy
Wimy település Franciaországban, Aisne megyében. Lakosainak száma 464 fő (2022. január 1.). Wimy Clairfontaine, Effry, Luzoir, Mondrepuis és Ohis községekkel határos.

## Népesség
A település népessége az elmúlt években az alábbi módon változott:
| Lakosok száma | 556  | 502  | 485  | 496  | 446  | 466  | 487  | 508  | 493  | 464  |
|               | 1968 | 1982 | 1990 | 2006 | 2013 | 2015 | 2017 | 2019 | 2020 | 2022 |